# Torre de La Pica
El Torreón de La Pica es una atalaya defensiva situada en el despoblado de La Pica, en el Municipio de Tajahuerce, en la Provincia de Soria, España. Su estado de conservación es regular.